# Jane Thynne
Jane Thynne, née le 5 avril 1961 au Venezuela, est une femme de lettres britannique, auteur de quelques romans d'espionnage et romans policiers.

## Biographie
Bien que née au Venezuela, elle fait ses études à la Lady Eleanor Holles School de Hampton dans le borough londonien de Richmond upon Thames, puis obtient un diplôme du St Anne's College de l'université d'Oxford. 
Journaliste, elle travaille pour The Sunday Times, The Daily Telegraph et The Independent, avant de participer, entre 2008 et 2011, à une émission littéraire sur les ondes de la BBC Radio 4.
Elle amorce sa carrière d'écrivain en 1997 par la publication de Patrimony, livre dans lequel une réalisatrice tente de lever le voile sur le mystère entourant un poète de la Première Guerre mondiale dont elle veut faire le sujet de son film. En 1998, elle fait paraître Le Pavillon aux coquillages (The Shell House), un roman policier historique dont l'action se déroule pendant l'entre-deux-guerres.
En 2013, elle publie le roman d'espionnage Les Roses noires (Black Roses), premier titre d'une série consacrée aux missions de Clara Vine, une actrice germano-britannique qui, pendant la montée du nazisme, travaille aux studios UFA de Berlin. Sous son identité publique, elle cache ses fonctions d'espionne au service du MI6 et tente de contrecarrer les plans des nazis.
Elle est l'épouse de l'écrivain Philip Kerr jusqu'à son décès le 23 mars 2018.

## Œuvre

### Romans

#### SérieClara Vine
- Black Roses (2013) Publié en français sous le titre Les Roses noires, Paris, Éditions Jean-Claude Lattès, (2015)  (ISBN 978-2-7096-4489-1) ; réédition, Paris, LGF, coll. « Le Livre de poche » no 34006 (2016)  (ISBN 978-2-253-16415-9)
- The Winter Garden (2014) (autre titre : Woman in the Shadows) Publié en français sous le titre Le Jardin d'hiver, Paris, Éditions Jean-Claude Lattès, (2016)  (ISBN 978-2-7096-5610-8) ; réédition LGF, coll. « Le Livre de poche » no 34422 (2017)  (ISBN 978-2-253-16416-6)
- A War of Flowers (2014), (autre titre : The Scent of Secrets) Publié en français sous le titre La Guerre des fleurs, Paris, Éditions Jean-Claude Lattès, (2017)  (ISBN 978-2-7096-5949-9)
- Faith and Beauty (2015), (autre titre : The Pursuit of Pearls)
- Solitaire (2016)

#### Autres romans
- Patrimony (1997)
- The Shell House (1998) Publié en français sous le titre Le Pavillon aux coquillages, Paris, Éditions du Masque (2000)  (ISBN 2-7024-7913-8)
- The Weighing of the Heart (2010)

### Autre ouvrage
- Tips for Meanies (2014)